# Looking Back (Aksel Kankaanranta)
Looking Back è un singolo del cantante finlandese Aksel Kankaanranta, pubblicato il 28 gennaio 2020 su etichetta discografica EMI Finland. Il brano è scritto da Joonas Angeria, Whitney Phillips, Connor McDonough, Riley McDonough e Toby McDonough.
Con Looking Back il cantante ha preso parte a Uuden Musiikin Kilpailu 2020, la competizione canora finlandese utilizzata come processo di selezione per l'Eurovision Song Contest 2020. Nella finale del 7 marzo ha vinto il voto della giuria ed è arrivato secondo nel televoto, ma la somma dei punteggi ha conferito a lui la vittoria, rendendolo il rappresentante eurovisivo finlandese a Rotterdam, nei Paesi Bassi.

## Tracce
1. Looking Back – 2:51